# رالف فريد
رالف فريد (بالإنجليزية: Ralph Freed)‏ هو كاتب أغاني وشاعر أمريكي، ولد في 1 مايو 1907 في فانكوفر في كندا، وتوفي في 13 فبراير 1973 في لوس أنجلوس في الولايات المتحدة.

## وصلات خارجية
- رالف فريد على موقع IMDb (الإنجليزية)
- رالف فريد على موقع ميوزك برينز (الإنجليزية)
- رالف فريد على موقع أول ميوزيك (الإنجليزية)
- رالف فريد على موقع ديسكوغز (الإنجليزية)